# Проспект Сапармурата Туркменбаши
Проспект Сапармурата Туркменбаши — центральная улица Ашхабада, столицы Туркменистана.

## Описание

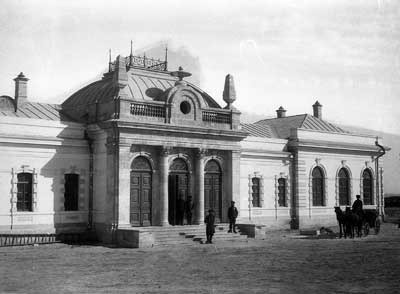
Ашхабадский вокзал в 1901 году

Проспект Туркменбаши начинается от площади железнодорожного вокзала Ашхабада и проходит с севера на юг через весь город. С южной стороны он заканчивается у подножия Копетдага, где переходит в Гауданское шоссе.
На проспекте расположены различные учреждения Туркменистана, включая Туркменский государственный университет, Военный институт, Олимпийский стадион имени Великого Сапармурата Туркменбаши, Государственный культурный центр. В доме номер 11 располагается посольство Российской Федерации в Туркменистане. На южном окончании проспекта у пересечения с Арчабилским шоссе разбит парк Независимости, в котором расположен Монумент Независимости, включающий золотую статую Сапармурата Туркменбаши.
До 2012 года от железнодорожного вокзала по проспекту было организовано троллейбусное движение.

## История
После основания Ашхабада в 1881 году улица получила наименование в честь генерала Анненкова, под руководством которого была построена Закаспийская железная дорога, проходящая через город. После установления советской власти она получила название улицы Октябрьской революции, а затем была переименована в проспект Ленина. После обретения Туркменистаном независимости проспект был переименован в честь лидера туркменов Сапармурата Туркменбаши, а с 2001 года стал одной из немногих магистралей, не получивших только номерное обозначение.
Частые землетрясения предопределили облик города в первые десятилетия существования: прямые улицы, одноэтажные глинобитные строения, фруктовые сады. Однако после Ашхабадского землетрясения 1948 года, разрушившего до 98 % города, было решено застроить его заново. В целом сохранив прежнюю планировку, строители расширили и спрямили улицы и возвели на них дома в «южно-сталинском» архитектурном стиле, который встречался во многих курортных городах Советского Союза.
В независимом Туркменистане, чтобы наглядно продемонстрировать наступление «золотого века», город начал активно перестраиваться, в том числе значительные изменения претерпел проспект Туркменбаши. Часть построек сталинской эпохи заменили новые «мраморные» дворцы, был создан грандиозный Парк Независимости, рядом с которым появились новые высотные дома. Жилые комплексы на проспекте, построенные в поздний советский период, претерпели внешние изменения, в ходе которых фасады облицевали композитной плиткой под мрамор и добавили вычурные внешние украшения. Полной реконструкции подвергнут Олимпийский стадион.